# Kaserne Sitten
Die Kaserne Sitten (französisch caserne de Sion) ist eine Kaserne der Schweizer Armee in Sitten, dem Hauptort des Kantons Wallis.

## Geschichte
Der Standort wurde im Juli 1943 eröffnet. Seitdem Ende der 2010er Jahre die militärische Nutzung des Flugplatzes Sitten endete, befindet sich in der Kaserne Sitten eine Unteroffiziersschule der Militärpolizei.
Anfang der 2020er Jahre wurde hier die größte Schweizer Schiesshalle gebaut.

## Sonstiges
2019 zogen sich 91 Armeeangehörige eine Lebensmittelvergiftung zu. 2020 erkrankten 33 Rekruten am Norovirus. 2024 führten verschimmelte Lebensmittel und Maden im Salat zu einer Hygieneinspektion.